# 庖丁式
庖丁式（ほうちょうしき）とは、平安時代より伝わる、庖丁師により執り行われる儀式。烏帽子・直垂、あるいは狩衣を身にまとい、大まな板の前に座り、食材に直接手を触れず、右手に庖丁、左手にまな箸を持ち切り分け並べる。

## 起源
平安時代初期（860年頃）まで遡るとされ、式法秘書では、貞観1年（859年）清和天皇の命により、食に式制を定め、式庖丁・庖丁式という儀式を定めたとあるが、石井泰次郎著の日本料理法大全では、藤原山蔭が鯉の庖丁をしたことから庖丁儀式の切形（魚を切った後の身の並べ方）が始まったとある。また、光孝天皇は料理好きの天皇で自ら庖丁を握り宮中行事に庖丁式を取り入れたとされる。
安土桃山時代に来日したジョアン・ロドリゲスは著書『日本教会史』の中で支配階層が身に付けるべき「能」（実践的な教養）であったものとして、「弓術・蹴鞠・庖丁」を挙げており、かつては日本各地で一般的に行われていたものであり、現在も愛知県の津島神社の庖丁式や三重県志摩市浜島町の宇気比（うけひ）神社の「盤（ばん）の魚（うお）」 神事など各地で行われている。 初めは、宮中のみの行事であったものが、鎌倉から室町時代の頃から、武家にも広まった。